# FIH Hockey World League
FIH Hockey World League är en internationell landhockeytävling, som spelas sedan 2012 och organiseras av IHF. Turneringen varar under två års tid, och är också kvalificerande för världsmästerskap för såväl herrar som damer samt för de olympiska turneringarna.

## Resultat

### Herrar
| 2012–2014 Detaljer | New Delhi, National Capital Territory of Delhi, Indien | Nederländerna | 7–2 | Nya Zeeland | England | 2–1 | Australien |
| 2014–2015 Detaljer | Indien                                                 |               |     |             |         |     |            |
| 2016–2017 Detaljer | Indien                                                 |               |     |             |         |     |            |

### Damer
| 2012–2014 Detaljer | San Miguel de Tucumán, Tucumán Argentina | Nederländerna | 5–1 | Australien | England | 1–1 (4–2) straffslag | Argentina |
| 2014–2015 Detaljer | Argentina                                |               |     |            |         |                      |           |
| 2016–2017 Detaljer | Auckland, Nya Zeeland                    |               |     |            |         |                      |           |

### Fotnoter
1. ↑  ”FIH World League will replace Olympic, WC qualifiers”. The Times of India. 22 februari 2012. http://timesofindia.indiatimes.com/sports/hockey/top-stories/FIH-World-League-will-replace-Olympic-WC-qualifiers/articleshow/11993990.cms?. Läst 27 augusti 2012.